# Ophioleuce oxycraspedon
Ophioleuce oxycraspedon är en ormstjärneart som beskrevs av Margarita Baranova 1954. Ophioleuce oxycraspedon ingår i släktet Ophioleuce och familjen fransormstjärnor. Inga underarter finns listade i Catalogue of Life.